# Stowarzyszenie Rękodzielników Żydowskich „Jad Charuzim”
Stowarzyszenie Wzajemnej Pomocy Rękodzielników Żydowskich „Jad Charuzim” (pol. Sprawna Ręka bądź Zręczna Dłoń) – żydowska organizacja rzemieślnicza, działająca w Galicji od 1875.
W 1895 Stowarzyszenie „Jad Charuzim” w Sanoku przyznało członkostwo honorowe Emilowi Bykowi i Arnoldowi Rappaportowi za wyjednanie zwolnienia izraelitów od niedzielnego spoczynku.
Organizacja była fundatorem wielu synagog (m.in. Synagoga Jad Charuzim w Sanoku, Synagoga Jad Charuzim w Jarosławiu, Synagoga Zasańska w Przemyślu), burs, prowadziła działalność samopomocową i charytatywną, organizowała biblioteki, czytelnie i odczyty.
W 1927 w celu umożliwienia własnym członkom korzystania z drobnych kredytów, Stowarzyszenie założyło własną spółdzielnię kredytową „Bank Spółdzielczy Rzemieślników”.
Działalność Stowarzyszenia ustała w czasie II wojny światowej.